# 위펑즈
위펑즈(于鳳至(우봉지), 1897년 6월 7일 ~ 1990년 3월 20일)는 중국 본토 태생의 중화민국 타이완 여성으로 중화민국 서북초비사령부 부사령관을 지낸 장쉐량(張學良)의 1번째 前 부인이다.

## 생애
청나라 둥베이 지방 지린성 궁주링에서 출생하여 지난날 한때 청나라 산둥성 옌타이 부 하이양 현에서 잠시 유아기를 보낸 적이 있으며 자(字)는 샹저우(翔舟, 상주)이다. 1917년에서부터 1964년까지 47년간을 장쉐량과의 혼인 관계를 가졌다.
1990년 3월 20일을 기하여 미국 캘리포니아주 로스엔젤레스에서 향년 93세로 죽었다.

## 같이 보기
- 자오이디